# Olivia Colman
Olivia Colman, właśc. Sarah Caroline Olivia Sinclair (ur. 30 stycznia 1974 w Norwich) – angielska aktorka filmowa i telewizyjna. Laureatka Oscara dla najlepszej aktorki za rolę królowej Anny w filmie kostiumowym Faworyta (2018) Jorgosa Lantimosa.

## Życiorys
Córka Mary i Keitha Colmanów. Jej matka była pielęgniarką, a ojciec – geodetą. 
W 1999 ukończyła szkołę teatralną Bristol Old Vic w Bristolu. Była członkinią amatorskiego teatru studenckiego Footlights w Cambridge University. Karierę zaczęła od występów w brytyjskim serialu  komediowym Peep Show, gdzie wcielała się w rolę Sophie. Zdobyła uznanie krytyków za rolę Ellie Miller w serialu kryminalnym Broadchurch, za którą otrzymała nagrodę BAFTA TV.
W 2018 roku zagrała królową Annę w filmie Faworyta w reżyserii Yorgosa Lanthimosa – kreacja ta przyniosła jej Oscara, Złoty Glob oraz nagrodę BAFTA w kategorii najlepsza aktorka pierwszoplanowa.
Wcielała się także w rolę królowej Elżbiety II w trzecim i czwartym sezonie serialu The Crown, za co otrzymała m.in. Złoty Glob oraz Emmy.
Ma męża Eda Sinclaira i troje dzieci.

## Filmografia

### Seriale
- 2003–2015: Peep Show jako Sophie Chapman
- 2004: Coming Up, odc. The Baader Meinhoff Gang Show jako recepcjonistka
- 2004–2006: Zielone skrzydło jako Harriet Schulenburg
- 2009: Morderstwa w Midsomer jako Bernice
- 2011–2012: Twenty Twelve jako Sally Owen
- 2013–2017: Broadchurch jako detektyw sierżant Ellie Miller
- 2016: Nocny recepcjonista jako Angela Burr
- 2016–2019: Współczesna dziewczyna jako matka chrzestna Fleabag
- 2019–2020: The Crown jako królowa Wielkiej Brytanii Elżbieta II
- 2021: Ogrodnicy jako Susan Edwards
- 2022: Heartstopper jako Sarah Nelson[9]
- 2023: Tajna inwazja
- 2023: Wielkie nadzieje jako Panna Havisham
- 2025: Duma i uprzedzenie jako pani Bennet, matka Elizabeth Bennet[10][11]

### Filmy
- 2005: Perfect 10 jako producentka telewizyjna
- 2007: Nigdy nie będę twoja jako fryzjerka
- 2011: Żelazna Dama jako Carol Thatcher
- 2012: Weekend z królem jako królowa Elżbieta
- 2013: Daję nam rok jako Linda
- 2014: Demon salsy jako Sam
- 2015: Lobster jako kierowniczka hotelu
- 2015: London Road jako Julie
- 2017: Morderstwo w Orient Expressie jako Hildegarde Schmidt
- 2018: Faworyta jako królowa Anna
- 2019: Wężowe wzgórza jako Hope Slaughter
- 2020: Ojciec jako Anne
- 2021: Córka jako Leda Caruso[12]
- 2022: Imperium światła jako Hilary
- 2023: Wonka jako pani Skrobicz
- 2023: Wredne Liściki jako Edith Swan
- 2024: Paddington w Peru jako Siostra Przełożona
- 2025: The Roses jako Ivy

## Nagrody
Trzykrotnie uhonorowana nagrodą BIFA (w latach 2011, 2012 oraz 2015). Laureatka Złotego Globu za drugoplanową rolę w serialu Nocny recepcjonista. Za rolę królowej Anny w Faworycie (2018) Yorgosa Lanthimosa otrzymała Złoty Glob oraz Puchar Volpiego dla najlepszej aktorki na 75. MFF w Wenecji, a podczas 91. ceremonii wręczenia Oscarów – statuetkę za najlepszą pierwszoplanową rolę kobiecą.
W 2019 została odznaczona Komandorią Orderu Imperium Brytyjskiego (CBE).